# Autoritratto (Beccafumi)
L'Autoritratto di Domenico Beccafumi è un dipinto a olio su carta incollata su tela (32x24,5 cm), databile al 1525-1530 circa e conservato negli Uffizi di Firenze.

## Storia e descrizione
L'opera, in stato di conservazione non eccelso, entrò in galleria nel 1682, venendo ampliato sui quattro lati per calzare una particolare cornice o fare da pendant a un'altra opera (la foto mostra la porzione originale): la cornice del dipinto odierna ha un'incrizione che la qualifica infatti come destinata all'autoritratto del Passeri. Ignorato o messo in secondo piano dalla critica tra XIX e XX secolo, venne rivalutato dai contributi della seconda metà del Novecento, riconoscendovi un bozzetto per un autoritratto del pittore, databile, in base all'età approssimativa, alla fine degli anni venti del Cinquecento.
Nell'incertezza delle fattezze del pittore e nell'assenza di documentazione esplicita è tuttavia possibile anche che si tratti di un bozzetto per un ritratto virile.